# تفجير إسطنبول (مارس 2016)
تفجير إسطنبول الذي حدث في يوم السبت 19 مارس 2016 قتل شخصان على الأقل في البداية، وجرح سبعة آخرون جراء تفجير انتحاري استهدف شارع الاستقلال السياحي أحد أكبر شوارع التسوق وسط مدينة إسطنبول وقالت وسائل إعلامية تركية أن أحد القتلى هو منفذ الهجوم الانتحاري ويعتبر هذا الهجوم الجديد هو الثاني الذي تشهدت تركيا هذا الشهر بعد تفجير أنقرة الذي أودى بحياة 37 شخصا.

## التفجير
مكان التفجير حدث في شارع الاستقلال السياحي في إسطنبول أحد أكثر الشوارع ازدحاما بالسياح، وانفجرت القنبلة في وقت كان الشارع فيه هادئا من المارة، وعلى مسافة قريبة من المكان المعتاد لوقوف باص للشرطة هناك، وفي تقرير لقناة سي أن أن تورك أنه تم إقفال الشارع بعد الانفجار.

## الضحايا
نقلت صحيفة الحريات التركية خبرا بعد الانفجار عن سقوط ثلاثة وفيات من الجنسية الإسرائيلية وسقوط تركي بالحادث وإيراني، وأن أحد المتوفين طفل. وأيضا إثنين من الجرحى أطفال.
| الجنسية                  | الوفيات | الجرحى | المجموع | المرجع. |
| ------------------------ | ------- | ------ | ------- | ------- |
| تركيا                    | 1       | 24     | 29      | [ 3 ]   |
| إسرائيل                  | 3       | 6      | 9       | [ 3 ]   |
| آيسلندا                  | 0       | 1      | 1       | [ 3 ]   |
| ألمانيا                  | 0       | 1      | 1       | [ 3 ]   |
| الإمارات العربية المتحدة | 0       | 1      | 1       | [ 3 ]   |
| إيران                    | 1       | 1      | 2       | [ 3 ]   |
| أيرلندا                  | 0       | 2      | 2       | [ 3 ]   |
| المجموع                  | 5       | 36     | 41      |         |

## ردود الفعل

### الدولية
- فرنسا: جان مارك أيرولت وزير الخارجية الفرنسي أدان التفجير بقوله: «أدين بشدة هذا العمل الخسيس والجبان، والذي تسبب بمقتل العديد من الناس» ويضيف أن باريس تقف مع تضامن مع تركيا.[4]
- اليونان: وزارة الشئون الخارجية اليونانية أدانت الهجوم، أصدرت بياناً مفادة «اليونان تدين بكل صرامة الإرهاب، أينما كان مصدره، نحن نعبر عن تضامننا مع الشعب التركي وتعازي شعبنا اليوناني وحكومتنا إلى عائلات الضحايا».[5]
- إيران: أدان وزير الخارجية الإيراني محمد جواد ظريف التفجير واصفاً إياه بالغير إنساني.[6]
- باكستان: أدانت باكستان بشدة التفجير الإرهابي في تصريح لوزارة الخارجية «باكستان تدين هذا الهجوم الإرهابي بأشد العبارات، وتكرر إدانتها إلى الإرهاب بكل الأشكال والعبارات».
- الولايات المتحدة: أدانت الولايات المتحدة الهجوم الإرهابي من اصدر من خلاله جون كيربي المتحدث باسم وزارة الخارجية الأمريكية تصريحاً «الولايات المتحدة تدين بشدة الهجوم الإرهابي في شارع الاستقلال بإسطنبول اليوم. ونحن نقدم أحر تعازينا لأسر القتلى ونتمنى الشفاء العاجل للجرحى».[7]
- الأمم المتحدة: أدان الأمين العام للأمم المتحدة بان كي-مون التفجير ودعا الجناة لتسليم أنفسهم للعدالة، بما يتفق مع التزامات حقوق الإنسان.[8]